# Callosamia carolina
Callosamia carolina är en fjärilsart som beskrevs av Jones 1908. Callosamia carolina ingår i släktet Callosamia och familjen påfågelsspinnare. Inga underarter finns listade i Catalogue of Life.